# Ioan Henric al IV-lea, Conte de Gorizia
Ioan Henric al IV-lea (în germană Johann Heinrich IV; n.c. 1322/1323 – d. 17 martie 1338) aparținând Liniei Albertine a Casei de Gorizia, a fost conte de Gorizia din 1323 până la moarte.
Ioan Henric a fost unicul fiu al contelui Henric al III-lea cu cea de-a doua sa soție, Beatrice de Bavaria (1306–1330), fiica ducelui Ștefan I al Bavariei. La moartea tatălui său pe 24 aprilie 1323, Ioan Henric a moștenit comitatul Gorizia, dar fiind minor s-a aflat sub tutela mamei sale și a unchiului său, Albert al II-lea. Deoarece Ioan Henric a murit timpuriu, el nu a guvernat niciodată independent.

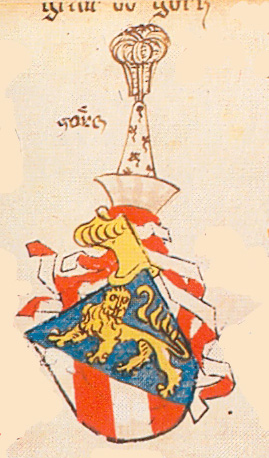
Blazonul Liniei Albertine a Casei de Gorizia (Codex Ingeram, 1459)

În 1335 el a fost logodit la Beatrice de Sicilia, fiica Elisabetei de Carintia, regina Siciliei. Elisabeta a renunțat în numele fiicei ei la drepturile privind Tirolul și Carintia, însă această logodnă a fost anulată de mama lui Ioan Henric, care a decis să stabilească legături familiale cu noii conducători ai Carintiei din familia de Habsburg.
În 1336 Ioan Henric s-a căsătorit cu Anna de Austria (d. 1343), fiica lui Frederic cel Frumos, antiregele romano-german care era înrudit cu conții de Gorizia prin mama sa, Elisabeta de Gorizia-Tirol. Căsătoria lor a rămas fără urmași, iar la moartea lui Ioan Henric în 1338 moștenirea a fost preluată de cei trei fii ai unchiului său Albert al II-lea, și anume Albert al III-lea (până în 1374), Henric al V-lea (până în 1362) și Meinhard al VI-lea (până în 1385). 
Ioan Henric a fost înmormântat în biserica parohială Rosazzo din Udine.